# Pieter van den Bosch (schilder)

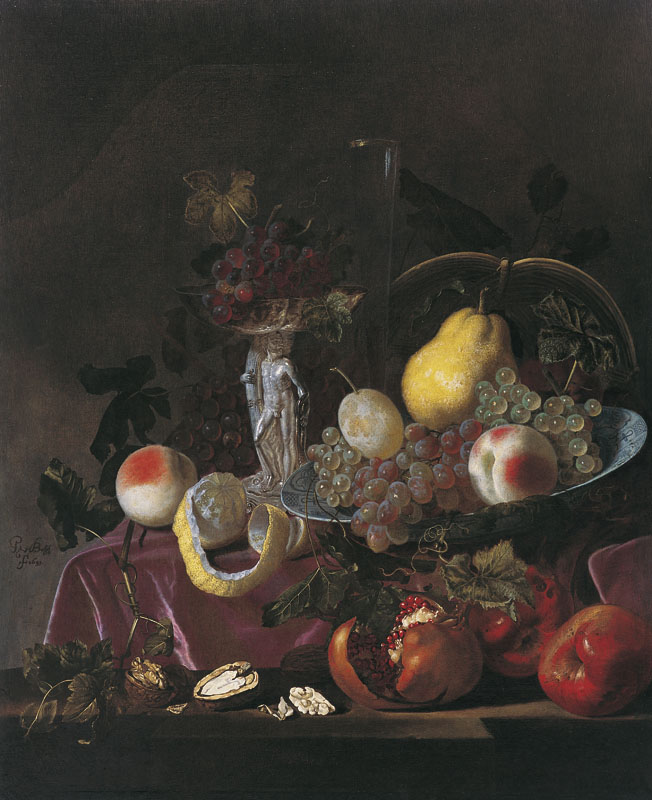
Stilleven

Pieter (ook wel Paulus of Paul) van den Bosch (Amsterdam, ca. 1612 – ca. 1673) was een Nederlands schilder.

## Biografie
Over Van den Bosch' persoonlijke leven is weinig bekend. Hij verklaarde in oktober 1650 dat hij toen 37 jaar oud zou zijn. Hij verhuisde in december 1663 naar Londen, waar hij vóór 1683 moet zijn overleden.
Hij is het best bekend van zijn genrestukken en stillevens van fruit en bloemen.